# Moral de Calatrava (kommunhuvudort)
Moral de Calatrava är en kommunhuvudort i Spanien.   Den ligger i provinsen Provincia de Ciudad Real och regionen Kastilien-La Mancha, i den centrala delen av landet, 180 km söder om huvudstaden Madrid. Moral de Calatrava ligger 674 meter över havet och antalet invånare är 5 236.
Terrängen runt Moral de Calatrava är platt västerut, men österut är den kuperad. Runt Moral de Calatrava är det ganska glesbefolkat, med 27 invånare per kvadratkilometer. Närmaste större samhälle är Valdepeñas, 18,3 km öster om Moral de Calatrava. Trakten runt Moral de Calatrava består till största delen av jordbruksmark.